# Daniela De Ridder
Daniela De Ridder, née le 27 novembre 1962 à Kiel, est une femme politique germano-belge du Parti social-démocrate(SPD), membre du Bundestag de 2013 à 2021 et de nouveau depuis mai 2022,.

## Carrière politique
Daniela De Ridder devient membre du Bundestag pour la première fois après les élections fédérales allemandes de 2013, représentant le district de Mittelems (en). Elle est membre de la commission de l'éducation, de la recherche et de l'évaluation des technologies avant de rejoindre la commission des affaires étrangères et sa sous-commission sur la prévention civile des crises en 2018. Elle est vice-présidente de la commission jusqu'en septembre 2021.
En plus de ses missions au sein des commissions, Daniela De Ridder est vice-présidente du groupe d'amitié parlementaire allemand avec la Belgique et le Luxembourg (de 2014 à 2018) et du groupe d'amitié parlementaire franco-allemand (de 2018 à 2021). Depuis 2018, elle fait également partie de la délégation allemande à l'Assemblée parlementaire de l'Organisation pour la sécurité et la coopération en Europe (OSCE). En 2020, elle rejoint l'Alliance interparlementaire sur la Chine.
À la suite de l'élection du Bundestag du 26 septembre 2021, Daniela De Ridder ne rejoint tout d'abord pas le parlement,, en juin 2022, elle prend le siège de Yasmin Fahimi qui démissionne.